# Venezuela (paroisse civile)
Pour les articles homonymes, voir Venezuela (homonymie).
Venezuela est l'une des six paroisses civiles de la municipalité de Lagunillas dans l'État de Zulia au Venezuela. Sa capitale est Lagunillas.